# 横山哲夫
横山 哲夫（よこやま てつお、1928年（昭和3年） - ）は、日本の政治家、実業家。第85代神奈川県議会議長、自民党神奈川県連顧問。朗月代表取締役。横山企業取締役。横浜市鶴見区ソフトボール協会会長。

## 人物
神奈川県横浜市出身。横山四郎の三男。県議会議員を8期務めた。1992年5月から1993年5月まで県議会議長を務めた。住所は神奈川県横浜市鶴見区下末吉。

## 家族・親族
横山家
- 祖父・秀民[7][8]（神奈川県多額納税者[9]、商業、農業[5][7]） - 神奈川県橘樹郡旭村下末吉の人[10]。貴族院多額納税者議員選挙の互選資格を有する[8]。
- 祖母・エツ（1872年 - ?、神奈川、長谷川為章の長女）[5][11]
- 父・四郎、あるいは四朗[12][13][14]（1893年 - ?、薬剤師[15]、神奈川県多額納税者、農業、地主、実業家、政治家・神奈川県議会議員、横浜市会議員） - 貴族院多額納税者議員選挙の互選資格を有する[14]。
- 母・リン（1900年 - ?、神奈川、小島太助の二女）[5]
- 兄[5]
- 姉[5]
- 弟[11]
- 妻
- 孫・幸一（保育園園長、政治家・神奈川県議会議員、横浜市鶴見区ソフトボール協会副会長[4]、1973年 - ）[6] - 聖光学院中学校から慶應義塾高等学校に進学、慶應義塾大学中退[注 1]。社会人となった後に桐蔭横浜大学、自民党かながわ政治大学校に在籍、横浜市認可保育所「末吉にこにこ保育園」にて園長を務めた。祖父・哲夫の地盤を引き継ぎ、横浜市鶴見区から自民党公認で2007年に立候補して初当選[6]。県議会厚生常任委員長を務めていた2012年7月には「脱法ハーブ対策の推進強化を求める意見書」を県議会に提出して可決された[6]。2014年7月、規制対象となっている指定薬物を所持していたとして、薬事法違反容疑で逮捕された[6]。精神的に不安定で、不眠症に伴う睡眠薬服用の影響からか議場で眠る姿も見られ、議会も休みがちだった[6]。同僚議員によると、「保育園経営に関し、金銭の工面などの悩みを漏らすこともあり、議員と保育園経営との両立が難しかったようだ」という[6]。

横山一族
横山一族は横浜で事業を営んでいる。「朗月株式会社」の本店は「神奈川県横浜市鶴見区下末吉三丁目」。会社成立の年月日は「1984年9月27日」。目的は「1. 公衆浴場、サウナ風呂の経営、2. スポーツ施設並にヘルスセンターの経営、3. スポーツ用具並に健康器具及び日用品雑貨の販売、4. ロイヤルゼリー、ビタミン剤等の販売、5. 喫茶店、レストランの経営、6. 食料品の販売、7. 不動産の管理、賃貸及び売買、8. 金銭貸付に関する業務、9. 前各号に附帯関連する一切の業務」。
発行可能株式総数は「1600株」。発行済株式の総数並びに種類及び数・発行済株式の総数400株。資本金の額は「2000万円」。役員は「取締役 横山哲夫、取締役 横山悦朗、取締役 横山勝子、代表取締役 横山哲夫、代表取締役 横山悦朗、監査役 横山てる」。
「横山企業有限会社」の本店は「神奈川県横浜市鶴見区下末吉三丁目」。会社成立の年月日は「1961年8月7日」。目的は「1. 土地、建物の売買、貸借並にその媒介、2. アパート並に店舗の経営と貸付、3. 有価証券の売買、4. 諸事業への投資、5. 栄養食料品並に清涼、飲料品の販売、6. 保育所の経営、7. 損害保険代理店業、8. 前各号に附帯関連する一切の業務」。
発行可能株式総数は「10万株」。資本金の額は「1億円」。役員は「取締役 横山哲夫、取締役 横山悦朗、取締役 横山純也、取締役 横山雅子、取締役 横山敬一、代表取締役 横山純也、監査役 横山喜一」。